# Georg Wehrung (Politiker)

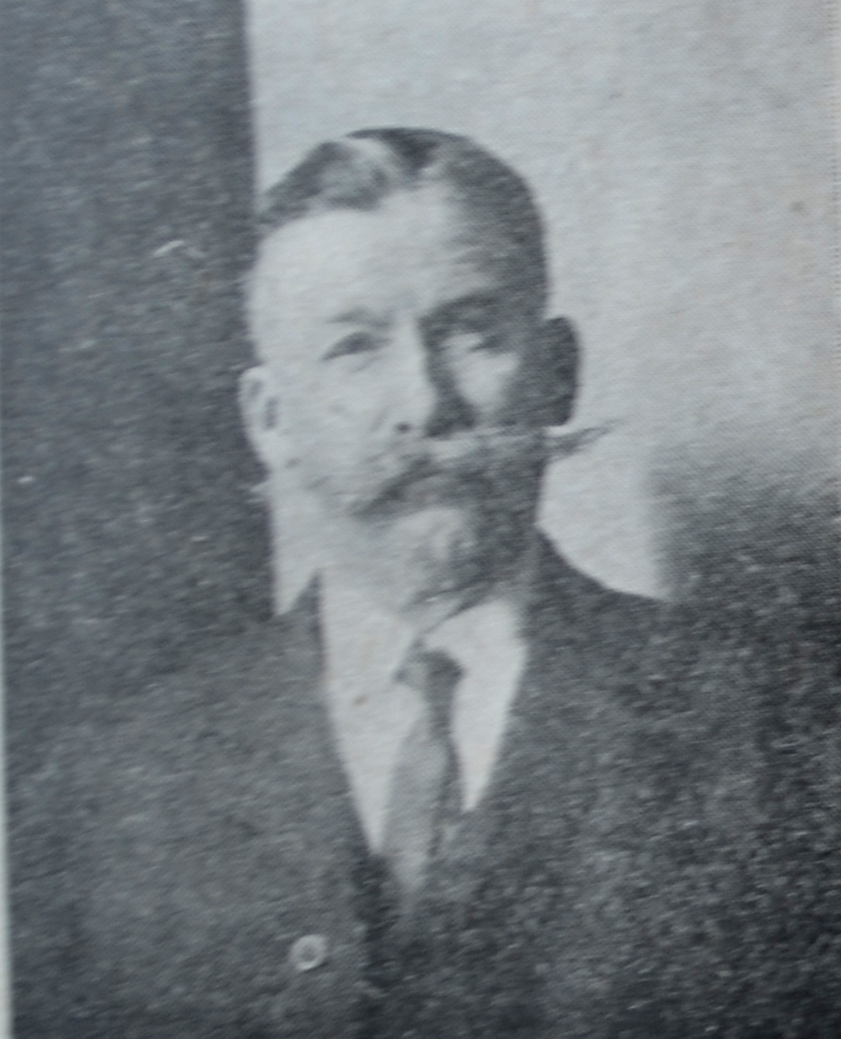
Georg Wehrung, 1911

Georg Wehrung (* 7. Juli 1856 in Drulingen; † nach 1918) war Landwirt, Bürgermeister und Mitglied der zweiten Kammer des Landtags des Reichslandes Elsaß-Lothringen für die Elsässische Fortschrittspartei.
Georg Wehrung besuchte die evangelisch-lutherische Elementarschule und die Ecole professionelle Loritz in Nancy und diente als Einjährig-Freiwilliger. Danach lebte er als Landwirt in Ottweiler.
Georg Wehrung war seit 1896 Gemeinderatsmitglied und seit 1898 Bürgermeister in Ottweiler. Seit 1990 war er Mitglied des unterelssässigen Bezirkstages und für zwei Sessionen Mitglied des Landesausschusses. Er war stellvertretender Vorsitzender des landwirtschaftlichen Kreisvereins Zabern II.
Bei der ersten (und einzigen) Wahl zum Landtag trat er im Wahlkreis Saarunion-Drulingen als Kandidat des Zentrums an. Im Ersten Wahlgang wurden im Wahlkreis von den 6.732 Stimmberechtigten 4.088 Stimmen abgegeben. Auf Georg Wehrung entfielen 2.871, auf den Sozialdemokraten van den Berg 766 Stimmen. Georg Wehrung gehörte dem Landtag bis 1918 an.